# Whangaehu
Whangaehu est une localité située dans le District de Rangitikei et la région de Manawatū-Whanganui dans l’Île du Nord de la Nouvelle-Zélande.

## Situation
La ville de Whangaehu est localisée près de l’embouchure du fleuve Whangaehu, un important cours d’eau s’écoulant sur  135 kilomètres (83,88511092 mi) à partir du lac de cratère du mont Ruapehu sur le plateau volcanique central de l’Île du nord, en direction du sud vers le côte sud du Taranaki bight (en) au niveau de la mer de Tasman.
L’eau est aussi déviée à partir des sources chaudes du projet de centrale hydro-thermique de Tongariro (en).

## Histoire
Whangaehu était le site d’un village Māori, quand les Européens commencèrent à s’installer à proximité de l’embouchure du fleuve Wanganui au niveau de la ville de Whanganui au milieu du XIXe siècle.
Nicholas Chevalier (en) décrivit le village dans un dessin en décembre 1868, qui est maintenant au Museum de la Nouvelle-Zélande Te Papa Tongarewa
Le mont Ruapehu est entré en éruption à de multiples reprises, causant le déversement de lave descendant dans le fleuve.
En février 1862, James Coutts Crawford (en) a produit plusieurs anciennes chansons et différentes choses à propos du  ‘taniwha’, le monstre qui vivait dans le fleuve.
Des inondations furent enregistrées à la suite des éruptions de 1889 et 1895 .
L’effondrement soudain d’une partie du mur du cratère du mont Ruapehu le 24 décembre 1953 entraîna la survenue du pire accident de chemin de fer de la Nouvelle-Zélande dénommé la catastrophe ferroviaire de Tangiwai (en).
Un lahar – le surgissement soudain d’une vague d’eau boueuse, dévala le trajet de la rivière.
Le 18 mars 2007, le lac du cratère de la montagne explosa, envoyant un volume estimé à 1,29 milliard de mètres cubes d’eau, de boue et de sludge  vers le bas de la rivière.
Le  Lahar était de 50% plus important que celui de 1953, qui avait causé le désastre de Tangiwai, mais le système d’alarme du Ruapehu nommé:ERLAWS (en) , fut activé avec succès, prévenant ainsi la survenue de tout accident,.

## Éducation
L’ école de «Whangaehu School» est une école primaire, mixte, publique, allant de l’année 1 à 8  avec un effectif de 29 élèves en mars 2021.